# Andrei Andrejewitsch Sobolew
Andrei Andrejewitsch Sobolew (russisch Андрей Андреевич Соболев; * 27. November 1989 in Taschtagol, Russische SFSR, Sowjetunion) ist ein russischer Snowboarder. Er startet in den Paralleldisziplinen.

## Werdegang
Sobolew fuhr im Februar 2007 in Schukolowo sein erstes Weltcuprennen, welches er aber nicht beendete. Seinen ersten internationalen Erfolg erreichte er bei den Snowboard-Juniorenweltmeisterschaften 2009 in Nagano. Dort belegte er den vierten Platz im Parallel-Riesenslalom und gewann Silber im Parallelslalom. Bei den Snowboard-Weltmeisterschaften 2011 in La Molina errang er den 28. Platz im Parallel-Riesenslalom und im Parallelslalom. Im März 2011 erreichte er in Moskau mit dem achten Platz seine erste Top-Zehn-Platzierung im Weltcup. In der folgenden Saison holte er in Jauerling mit dem zweiten Platz im Parallelslalom seine erste und bisher einzige Weltcuppodestplatzierung. Zum Saisonende gewann er bei den russischen Snowboardmeisterschaften 2012 Bronze im Parallelslalom und Gold im Parallel-Riesenslalom. Bei den Snowboard-Weltmeisterschaften 2013 in Stoneham kam er auf den 17. Platz im Parallel-Riesenslalom und den 14. Rang im Parallelslalom. Bei seiner ersten Olympiateilnahme 2014 in Sotschi belegte er den 27. Platz im Parallelslalom und den neunten Rang im Parallel-Riesenslalom. Die Saison 2013/14 beendete er auf dem 15. Platz in der Parallelwertung.
Bei den Snowboard-Weltmeisterschaften 2015 am Kreischberg gewann Sobolew Silber im Parallelslalom und Gold im Parallel-Riesenslalom. Im Februar 2015 holte er im Parallel-Riesenslalom in Sudelfeld seinen ersten Weltcupsieg. Die Saison beendete er auf dem fünften Rang in der Parallelslalomwertung, dem vierten Platz im Parallelweltcup und dem dritten Platz im Parallel-Riesenslalomwertung. Nachdem Plätzen drei und eins beim Europacup in Landgraaf und Platz zwei in Hochfügen zu Beginn der Saison 2015/16, wurde er Zweiter im Parallel-Riesenslalom im Weltcup im Carezza. Es folgten im Weltcup vier Top-Zehn-Platzierungen darunter ein Sieg im Parallel-Riesenslalom in Rogla. Zum Saisonende erreichte er den dritten Platz im Parallelweltcup, den zweiten Rang in der Gesamtwertung des Europacups und den ersten Platz im Parallel-Riesenslalom-Weltcup. Ende März 2016 wurde er russischer Meister im Parallel-Riesenslalom. In der Saison 2016/17 startete er viermal im Weltcup. Dabei siegte er im Parallelslalom in Cortina d’Ampezzo und belegte im Parallel-Riesenslalom im Carezza den zweiten Platz. Beim Saisonhöhepunkt den Snowboard-Weltmeisterschaften 2017 in Sierra Nevada kam er auf den 33. Platz im Parallel-Riesenslalom und holte im Parallelslalom die Bronzemedaille. Die Saison beendete er auf dem 11. Platz im Parallelweltcup und auf dem achten Rang im Parallelslalom-Weltcup. In der Saison 2017/18 belegte er mit Platz zwei im Parallelslalom in Bad Gastein und Rang eins im Parallel-Riesenslalom in Carezza im Parallelslalom-Weltcup, den fünften Rang im Parallel-Riesenslalom-Weltcup und den vierten Platz im Parallel-Weltcup. Beim Saisonhöhepunkt, den Olympischen Winterspielen 2018 in Pyeongchang, kam er auf den 18. Platz im Parallel-Riesenslalom.
In der Saison 2018/19 siegte er in Moskau und in Scuol. Zudem errang er in Secret Garden Skiresort den zweiten Platz und gewann zum Saisonende den Parallelweltcup. Im Parallel-Riesenslalom-Weltcup wurde er Vierter und im Parallelslalom-Weltcup Zweiter. Bei den Snowboard-Weltmeisterschaften 2019 in Park City fuhr er auf den 13. Platz. In der folgenden Saison holte er in Scuol seinen siebten Weltcupsieg und errang in Pyeongchang und in Blue Mountain jeweils den dritten Platz im Parallel-Riesenslalom. Er belegte damit den neunten Platz im Parallelslalom-Weltcup und jeweils den vierten Platz im Parallelweltcup und Parallel-Riesenslalom-Weltcup. Nach Platz zehn in Cortina d’Ampezzo zu Beginn der Saison 2020/21, errang er in Bannoye den dritten Platz im Parallelslalom und in Rogla den zweiten Platz im Parallel-Riesenslalom. Beim Saisonhöhepunkt, den Snowboard-Weltmeisterschaften 2021 in Rogla, gewann er die Bronzemedaille im Parallel-Riesenslalom. Die Saison beendete er auf dem achten Platz im Parallelslalom-Weltcup und auf dem sechsten Rang im Parallelslalom-Weltcup. Im folgenden Jahr errang er bei den Olympischen Winterspielen in Peking den 19. Platz im Parallel-Riesenslalom.
Sobolew startete bisher bei 115 Weltcuprennen. Dabei erreichte er 46-mal eine Top-Zehn-Platzierung (Stand: Saisonende 2021/22).

## Weltcupsiege
| Nr. | Datum             | Ort               | Disziplin             |
| --- | ----------------- | ----------------- | --------------------- |
| 1.  | 7. Februar 2015   | Sudelfeld         | Parallel-Riesenslalom |
| 2.  | 23. Januar 2016   | Rogla             | Parallel-Riesenslalom |
| 3.  | 17. Dezember 2016 | Cortina d’Ampezzo | Parallelslalom        |
| 4.  | 14. Dezember 2017 | Carezza           | Parallel-Riesenslalom |
| 5.  | 26. Januar 2019   | Moskau            | Parallelslalom        |
| 6.  | 9. März 2019      | Scuol             | Parallel-Riesenslalom |
| 7.  | 11. Januar 2020   | Scuol             | Parallel-Riesenslalom |

## Weltcup-Gesamtplatzierungen
| Saison  | Parallel | Parallel | Parallel-Riesenslalom | Parallel-Riesenslalom | Parallelslalom | Parallelslalom |
| Saison  | Punkte   | Platz    | Punkte                | Platz                 | Punkte         | Platz          |
| ------- | -------- | -------- | --------------------- | --------------------- | -------------- | -------------- |
| 2009/10 | 478      | 37.      | -                     | -                     | -              | -              |
| 2010/11 | 957      | 25.      | -                     | -                     | -              | -              |
| 2011/12 | 2220     | 16.      | -                     | -                     | -              | -              |
| 2012/13 | 1040     | 22.      | 800                   | 20.                   | 268            | 27.            |
| 2013/14 | 1060     | 16.      | 500                   | 18.                   | 560            | 13.            |
| 2014/15 | 3490     | 4.       | 1720                  | 3.                    | 1770           | 5.             |
| 2015/16 | 3046     | 3.       | 2300                  | 1.                    | 746            | 15.            |
| 2016/17 | 2205     | 11.      | 1160                  | 15.                   | 1045           | 8.             |
| 2017/18 | 3966     | 4.       | 2876                  | 5.                    | 1090           | 6.             |
| 2018/19 | 4625     | 1.       | 2635                  | 4.                    | 1990           | 2.             |
| 2019/20 | 3632     | 4.       | 2812                  | 4.                    | 820            | 9.             |
| 2020/21 | 290      | 8.       | 156                   | 9.                    | 134            | 6.             |
| 2021/22 | 96       | 29.      | 96                    | 17.                   | -              | -              |